# Barwani (ciutat)
Barwani (hindi: बडवानी) també esmentada com Badwani i com Siddh Nagar, és una ciutat i municipalitat de l'estat de Madhya Pradesh, Índia, capital del districte de Barwani. Està situada a la proximitat del riu Narbada. A 8 km hi ha el centre de peregrinació jainista de Bawangaja. El nom deriva de "bad" (bosc) i "wani" (jardí) que vol dir "Jardi de boscos". La pronunciació és Barwani, però correctament s'hauria d'escriure Badwani. Al cens del 2001 figura amb 73.222 habitants.